# ديفيد كلارك (سياسي أمريكي)
ديفيد كلارك (بالإنجليزية: David Clark)‏ هو لاعب كرة قدم أمريكية وسياسي أمريكي، ولد في 3 يوليو 1953. حزبياً، نشط في Utah Republican Party ‏ والحزب الجمهوري. وقد انتخب عضو مجلس نواب ولاية يوتا.